# Li Ching-yun
Lì Ching-yun o Li Ching-yuen (cinese tradizionale: 李清雲; pinyin: Lǐ Qīngyún; Distretto di Qijiang, ... – contea di Kai, 6 maggio 1933) è stato un artista marziale, tattico militare ed erborista cinese, noto per aver dato vita a un mito relativo alla sua presunta lunghissima vita.
Egli affermava di essere nato nel 1736, il che gli avrebbe attribuito un'età di quasi due secoli (197 anni) alla morte. Invece, secondo la leggenda successiva alla morte, sarebbe nato il 30 marzo o il 3 maggio 1677 ed avrebbe vissuto 256 anni. La sua reale data di nascita non è mai stata accertata. Il suo caso è considerato un mito dai  gerontologisti, tuttavia nei documenti imperiali è riferita la celebrazione del suo compleanno da parte degli imperatori dell'impero cinese ogni 50 anni e che venne celebrato il suo presunto centocinquantesimo compleanno.

## Leggenda
(Il segreto della longevità secondo Li Ching-yun)
Secondo la leggenda Li Ching-yun nacque nel 1677 a Qijiang Xian, nella provincia di Sichuan. Vagò per cent'anni sui monti della Cina, raccogliendo erbe medicinali, approfondendo la conoscenza dei segreti di lunga vita e vivendo di erbe e di vino di riso. Si narra che a settantun anni si sia recato alla contea di Kai per entrare nell'esercito cinese con il ruolo di tattico e insegnante di arti marziali. Negli ultimi anni di vita il maestro Li sarebbe vissuto, secondo alcuni, con la sua ventiquattresima moglie, una donna di sessant'anni. Altra tradizione gli attribuisce quattordici matrimoni e afferma che nel 1928 aveva almeno 180 discendenti in vita distribuiti su undici generazioni. Il generale Yang Sen, affascinato dal persistente vigore dell'uomo, lo invitò nella propria dimora a Wan Xian nel 1927, e qui fu scattata la sua unica fotografia.

## Casi
La storia di Li apparve, con il suo necrologio, sul New York Times del 6 maggio 1933 e sul Time qualche giorno dopo. Le persone della sua terra d'origine dichiaravano di possederne il ricordo fin dalla loro infanzia, e testimoniavano che nel frattempo non era molto invecchiato. Altri riferivano che era stato amico dei loro nonni. Dopo la sua morte, i cinesi ne indagarono il passato, e un rapporto fu steso dallo stesso Yang Sen. Anche il professor Wu Chung-chien si mise sulle sue tracce, scoprendo una data di nascita apparentemente ancor più remota (1677), se era vero che nel 1827 il governo imperiale (probabilmente dall'imperatore Daoguang) aveva rivolto al maestro Li i propri auguri per il 150º compleanno. D'aspetto, egli non appariva molto diverso da un uomo di sessant'anni. Poi nel 1877 l'imperatore Guangxu ha mandato una lettera a Li Ching-yun. Però la lettera dell'augurio dei 200 anni non arrivò per colpa della guerra civile cinese e della sottomissione dell'ultimo imperatore Pu Yi il 12 febbraio 1912.

## Interpretazione corrente
Per rendere meglio l'idea dell'incredibile longevità affermata da Li Ching-yun, si può considerare che se Isaac Newton fosse vissuto così a lungo avrebbe potuto insegnare ad Albert Einstein. La confusa documentazione demografica cinese del XVII secolo non consente alcuna verifica delle sue affermazioni, ma anche indipendentemente da ciò il caso non può che essere annoverato fra le pure leggende. L'età di 256 anni è addirittura oltre il doppio della massima longevità umana accertata (Jeanne Calment, 122 anni e 164 giorni); il mito di Li Ching-yun sembra piuttosto avere sfondo religioso e originare dalla convinzione che sia possibile prolungare l'esistenza adottando una certa filosofia di vita.